# Ommatius arunachalensis
Ommatius arunachalensis là một loài ruồi trong họ Asilidae. Ommatius arunachalensis được Joseph & Parui miêu tả năm 1997. Loài này phân bố ở miền Ấn Độ - Mã Lai.